# УПА-Захід-Карпати
«УПА-Захід-Карпати» — спеціальна воєнна округа оперативної групи УПА-Захід, яка діяла з серпня по жовтень 1944 р. і покривала території трьох ВО (ВО-4 «Говерля», ВО-5 «Маківка», ВО-6 «Сян»), які залишалися під німецьким контролем.
Причина створення цього тимчасового об'єднання було пов'язане з тим, що частина території та відділів УПА-Захід була відрізана лінією фронту.
Оскільки такий стан міг тривати невизначений період, заступник шефа ГВШ УПА Олекса Гасин («Лицар», «Дор») 15 серпня 1944 року ухвалив рішення про створення на території, зайнятій німцями, формування «УПА-Захід-Карпати».
Після переходу лінії фронту 21-22 вересня, на початку жовтня 1944 року відділи відповідно до наказу відбули до попередніх місць дислокації.

## Командування
Командиром «УПА-Захід-Карпати» 22.08.1944 був призначений Олександр Луцький.
Командуванню «УПА-Захід-Карпати» підпорядковувалися всі відділи УПА та структура ОУН від Західної Лемківщини до лінії фронту (через тиждень мережа ОУН була передана О. Гасину).
Представник від ГВШ УПА — Олекса Гасин.
Був створений штаб на чолі якого стояв О. Луцький.
- Начальником штабу був «Шпак».
- «Буревій» — ад'ютант О. Луцького і одночасно — начальник канцелярії штабу.
- «Беркут» — писар.

## Відділи округи «УПА-Захід-Карпати»
- Сотня «Месники» — 280 осіб. командир «Благий» (Химинець Олекса).
- Сотня під командуванням «Яструба» (Карпенко Дмитро) — 200 осіб.
- Курінь «Рена» (Мізерний Василь) — 500 осіб.
- Окрема сотня «Нечая» до 500 осіб.
- Сотня «Східняки» під командуванням «Байди» (Петро Миколенко) — 260 осіб.
- Сотня під командуванням «Веселого» — 200 осіб.
- Сотня під командуванням «Бульби» — 240 осіб.
- Штабна сотня — 60 осіб.
- Боївка «Осипа» — 140 осіб.
- Боївка «Громенка» (Дуда Михайло) — 252 особи.
- Сотня «Євгена» — 320 осіб.
- Сотня «Вікторія» — 140 осіб. Підпорядковувалася особисто Олексі Гасину.
- Юнацька школа під командування поручника «Поля» (Польовий Федір) — 310 осіб.

Загальна чисельність групи УПА-Захід-Карпати була до 3400 осіб